# Corona Schröter

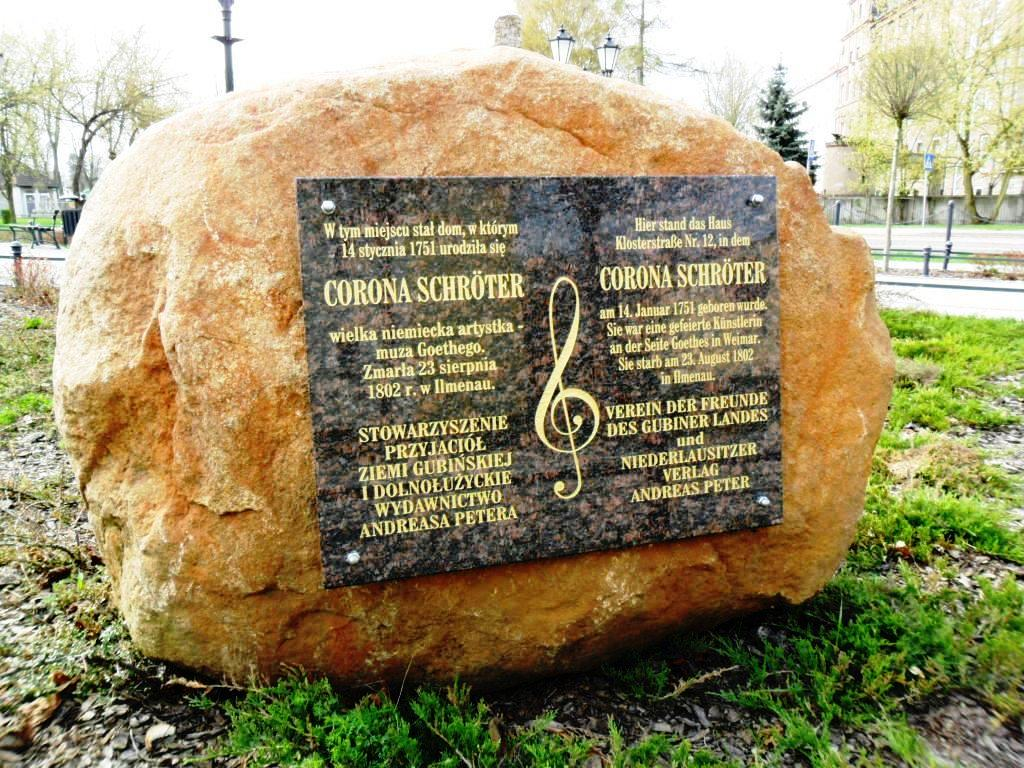
Gubin: Kamień z tablicą upamiętniającą miejsce urodzenia Corony Schröter

Corona (Elisabeth Wilhelmine) Schröter (ur. 14 stycznia 1751 w Guben, zm. 23 sierpnia 1802 w Ilmenau) – niemiecka śpiewaczka, kompozytorka i aktorka.
Corona Schröter była najstarszym dzieckiem Johanna Friedricha Schrötera (zm. 1811), oboisty w orkiestrze wojskowej; jej matka Marie Regine była córką szewca i majstra garbarskiego. Miała dwóch braci i o 15 lat młodszą siostrę. Jej brat Johann Samuel był pianistą i kompozytorem.
Gdy rodzina Schröterów przeniosła się do Lipska, Corona kształciła się w śpiewie u Johanna Adama Hillera. Już jako czternastolatka wystąpiła na scenie, odniosła sukces i była ubóstwiana przez miłośników sztuki. Wtedy poznał ją Johann Wolfgang von Goethe, który właśnie studiował w Lipsku. Wywarła na nim silne wrażenie i głęboko zapadła mu w pamięć.
W październiku 1776 na wniosek Goethego została zaangażowana w Weimarze do dworskiego teatru (amatorskiego) jako śpiewaczka i aktorka. Dzięki wrodzonemu wdziękowi stała się główną postacią tego teatru. Goethe wyrażał wobec niej swe uwielbienie, z czego musiał się usprawiedliwiać przed swą przyjaciółką Charlottą von Stein. Przypadła jej rola Ifigenii w prapremierze sztuki Goethego Ifigenia w Taurydzie, w której występował również Goethe. Wszyscy byli zachwyceni oprócz C. von Stein, która pozostała obojętna. Corona Schröter napisała muzykę do sztuki Goethego Die Fischerin (Rybaczka) i wystąpiła w głównej roli na prapremierze powstałego singspielu w 1772 w zamku Tiefurt (dziś dzielnica Weimaru). Pisała też pieśni na głos z fortepianem. 
Ostatecznie teatr dworski w tej postaci dotrwał tylko do roku 1783. Corona jednak nadal była przy dworze jako śpiewaczka kameralna. Od 1788 r. zaczęła wycofywać się z życia dworskiego, czuła się wyobcowana w towarzystwie, gdzie kiedyś święciła triumfy. Ze względu na zły stan zdrowia wywołany postępującą gruźlicą przeniosła się do Ilmenau, gdzie zmarła w obecności swej wieloletniej przyjaciółki Wilhelminy Probst.
Grób Corony znajduje się w historycznej części cmentarza w Ilmemau. Płyta nagrobkowa została położona w stulecie śmierci artystki.